# Флоренс (Кентаки)
Флоренс (енгл. Florence) град је у америчкој савезној држави Кентаки.

## Демографија
По попису из 2010. године број становника је 29.951, што је 6.4 (27,2%) становника више него 2000. године.
| Група             | 2000.          | 2010.          |
| Белци             | 21.280 (90,4%) | 25.365 (84,7%) |
| Афроамериканци    | 629 (2,7%)     | 1.356 (4,5%)   |
| Азијати           | 353 (1,5%)     | 897 (3,0%)     |
| Хиспаноамериканци | 896 (3,8%)     | 1.634 (5,5%)   |
| Укупно            | 23.551         | 29.951         |